# Den flygande holländaren (samlingsalbum)
För andra betydelser, se Den flygande holländaren.
Den flygande holländaren är ett musikalbum utgivet år 1988 där svenska artister framför sånger skrivna av Cornelis Vreeswijk.
Hyllningsalbumet sammanställdes av musikproducenten Kjell Andersson efter Cornelis Vreeswijks död 1987. Eldkvarns rockversion av "Somliga går i trasiga skor" och Anne-Lie Rydés tolkning av "Deirdres samba" blev flitigt spelade i svensk radio. Andra artister som medverkade på albumet var Marie Fredriksson, Jakob Hellman, Thåström och Imperiet, Kajsa och Malena, Peter LeMarc, Björn J:son Lindh, Ulf Lundell, Ola Magnell, Totta Näslund, Pugh Rogefeldt, Monica Törnell, Freddie Wadling & Fläskkvartetten och Wilmer X.
Skivan var framgångsrik och inspirerade snabbt till liknande projekt. Kjell Andersson producerade skivan Taube, en hyllningsskiva med tolkningar av Evert Taubes låtar och en skiva med låtar om barn med ungefär samma artister. Skivbolagen MNW och Polar gjorde hyllningsskivor till Bellman respektive Abba.
Ett ytterligare samlingsalbum, Den flygande holländaren 2, utgavs 1998 där andra kända svenska artister spelade in musik av Vreeswijk. Albumet fanns i tankarna hyllningsalbumet För kärlekens skull - Svenska artister hyllar Ted Gärdestad spelades in 2014.

## Låtlista
Alla låtar är skrivna och komponerade av Cornelis Vreeswijk. 
| 1.           | Den flygande holländaren (intro)                                        | Björn J:son Lindh/Marie Fredriksson | 2:29  |
| 2.           | Ann Katrin, farväl                                                      | Marie Fredriksson                   | 4:45  |
| 3.           | Somliga går med trasiga skor                                            | Eldkvarn                            | 4:56  |
| 4.           | Saskia                                                                  | Pugh Rogefeldt                      | 4:14  |
| 5.           | Ågren                                                                   | Monica Törnell                      | 3:49  |
| 6.           | Cool Water - på den Gyldene Freden                                      | Ulf Lundell                         | 3:20  |
| 7.           | Personliga Person                                                       | Imperiet                            | 2:01  |
| 8.           | Slusk blues                                                             | Totta Näslund                       | 3:18  |
| 9.           | En visa om ett rosenblad                                                | Kajsa & Malena                      | 3:44  |
| 10.          | Blues för Fatumeh                                                       | Ola Magnell                         | 2:43  |
| 11.          | Balladen om herr Fredrik Åkare och den söta fröken Cecilia Lind         | Freddie Wadling & Fläskkvartetten   | 3:59  |
| 12.          | Min polare Per                                                          | Wilmer X                            | 3:26  |
| 13.          | Bibbis visa                                                             | Ulf Lundell                         | 2:16  |
| 14.          | Fredrik Åkares morgonpsalm                                              | Peter LeMarc                        | 2:41  |
| 15.          | Marcuses skog (ej på vinylupplagan)                                     | Kajsa & Malena                      | 3:02  |
| 16.          | Halleluja, jag är frisk igen (ej på vinylupplagan)                      | Ola Magnell                         | 3:34  |
| 17.          | Tältet (ej på vinylupplagan, bonusspår, ej med i förteckningen på CD:n) | Jakob Hellman                       | 2:49  |
| Total längd: | Total längd:                                                            | Total längd:                        | 57:06 |

| 1.           | Fåglar (intro)                   |                                   | 0:46  |
| 2.           | Felicia - adjö                   | Marie Fredriksson                 | 4:29  |
| 3.           | Grimasch om morgonen             | Pugh Rogefeldt                    | 3:00  |
| 4.           | Visa i vinden                    | Ola Magnell                       | 3:03  |
| 5.           | Fåglar                           | Monica Törnell                    | 2:46  |
| 6.           | Telegram för Lucidor             | Eldkvarn                          | 1:30  |
| 7.           | Tomtebloss                       | Kajsa & Malena                    | 1:55  |
| 8.           | Deirdres samba                   | Anne-Lie Rydé                     | 5:35  |
| 9.           | Balladen om Fredrik Åkare        | Totta Näslund                     | 3:21  |
| 10.          | Hopplös blues                    | Wilmer X                          | 4:39  |
| 11.          | Veronica                         | Marie Fredriksson                 | 4:16  |
| 12.          | Vaggvisa                         | Eldkvarn                          | 3:21  |
| 13.          | Rosenblad, Rosenblad             | Freddie Wadling & Fläskkvartetten | 2:40  |
| 14.          | Telegram för en bombad by        | Monica Törnell                    | 0:49  |
| 15.          | Ballad om en gammal knarkare     | Joakim Thåström                   | 3:21  |
| 16.          | Den flygande holländaren (outro) | Björn J:son Lindh                 | 2:27  |
| Total längd: | Total längd:                     | Total längd:                      | 47:58 |